# Taklung
Taklung (nep. ताक्लुङ) – gaun wikas samiti w zachodniej części Nepalu w strefie Gandaki w dystrykcie Gorkha. Według nepalskiego spisu powszechnego z 2001 roku liczył on 768 gospodarstw domowych i 3895 mieszkańców (2071 kobiet i 1824 mężczyzn).